# Hans-Jürgen Rathert
 Hans-Jürgen Rathert (* 6. Mai 1933 in Ladbergen; † 13. Januar 1977 in Minden, Westfalen) war ein deutscher Kommunalpolitiker der SPD. Von 1971 bis 1977 war Rathert Bürgermeister der Stadt Minden.

## Leben und Beruf
Rathert studierte in den Jahren 1953 bis 1958 Deutsch, Erziehungswissenschaften, Geschichte und Philosophie an der Georg-August-Universität Göttingen. Nach seinem Studium war er zunächst Referent für Schülerlehrgänge an der Stätte der Begegnung in Vlotho, in der er die Soziologin Annelie Keil, den Historiker Reinhard Rürup, den Erziehungswissenschaftler Werner Treuheit sowie die Publizisten Manfred Jäger und Heinz Klunker kennenlernte. Im Jahr 1964 wurde er zum Studienrat am Herder-Gymnasium Minden ernannt. Ab 1974 leitete er als  Gründungsdirektor und Oberstudiendirektor das Weser-Kolleg Minden. Rathert war verheiratet und Vater von vier Söhnen; sein ältester Sohn ist der Musikwissenschaftler Wolfgang Rathert.

## Politisches Engagement
Bis zu seinem Tod im Januar 1977 gehörte Rathert als Mitglied der SPD dem Rat der Stadt Minden an und war dort in führenden Ämtern seiner Fraktion tätig (u. a. als Fraktionsvorsitzender); starke Förderung erfuhr er durch Max Ingberg. In den 1960er Jahren bezog Rathert öffentlich gegen die Kampagnen des Holocaust-Leugners Udo Walendy Stellung. Unter seiner Ägide als Bürgermeister leitete er mit Unterstützung des Stadtdirektors Erwin Niermann die erste, stark umstrittene Sanierung der Mindener Innenstadt ein, die das Wesertor und den Bereich zwischen Altem Rathaus und Dom betraf.

## Öffentliche Ämter
Hans-Jürgen Rathert wurde nach dem Rücktritt von Bürgermeister Werner Pohle (SPD) am 17. Dezember 1971 von der Stadtverordnetenversammlung zum Bürgermeister der Stadt Minden gewählt. Dieses Amt führte er bis zu seinem Tod am 13. Januar 1977 aus, sein Nachfolger wurde Heinz Röthemeier (SPD).

## Publikationen
- Zur pädagogisch-didaktischen Struktur der politischen Schülerlehrgänge der „Stätte der Begegnung“, Vlotho. In: Rationalität und soziales Vorurteil. Protokoll einer Tagung des Studienkreises für Politische Bildung im Jugendhof Steinkimmen vom 2.1.64-7.1.64. Hrsg. vom Studienkreis für Politische Bildung, Oldenburg 1964, S. 43–57.